# IC 3172
IC 3172 је елиптична галаксија у сазвјежђу Береникина коса која се налази на листи објеката дубоког неба у Индекс каталогу.
Деклинација објекта је + 27° 49' 9" а ректасцензија 12h 20m 24,5s. Привидна величина (магнитуда) објекта IC 3172 износи 15,5 а фотографска магнитуда 16,5.